# Тридекапалладийпентагаллий
Тридекапалладийпентагаллий — бинарное неорганическое соединение
палладия и галлия
с формулой Ga5Pd13,
кристаллы.

## Получение
- Сплавление стехиометрических количеств чистых веществ:

{\displaystyle {\mathsf {13Pd+5Ga\ {\xrightarrow {910^{o}C}}\ Ga_{5}Pd_{13}}}}

## Физические свойства
Тридекапалладийпентагаллий образует кристаллы
моноклинная сингонии,
пространственная группа C 2/m,
параметры ячейки a = 2,42599 нм, b = 0,40506 нм, c = 0,54437 нм, β = 102,69°, Z = 2

(по более старым данным
ромбическая сингонии,
параметры ячейки a = 2,358 нм, b = 0,5,34 нм, c = 0,405 нм).
Соединение образуется по перитектоидной реакции при температуре 910°С.
При нагревании разлагается на Ga2Pd5 и GaPd2 (обогащённый палладием до GaPd2,85).